# Zell an der Rot
Zell an der Rot ist ein Ortsteil der Gemeinde Rot an der Rot im Landkreis Biberach in Oberschwaben.

## Geographische Lage

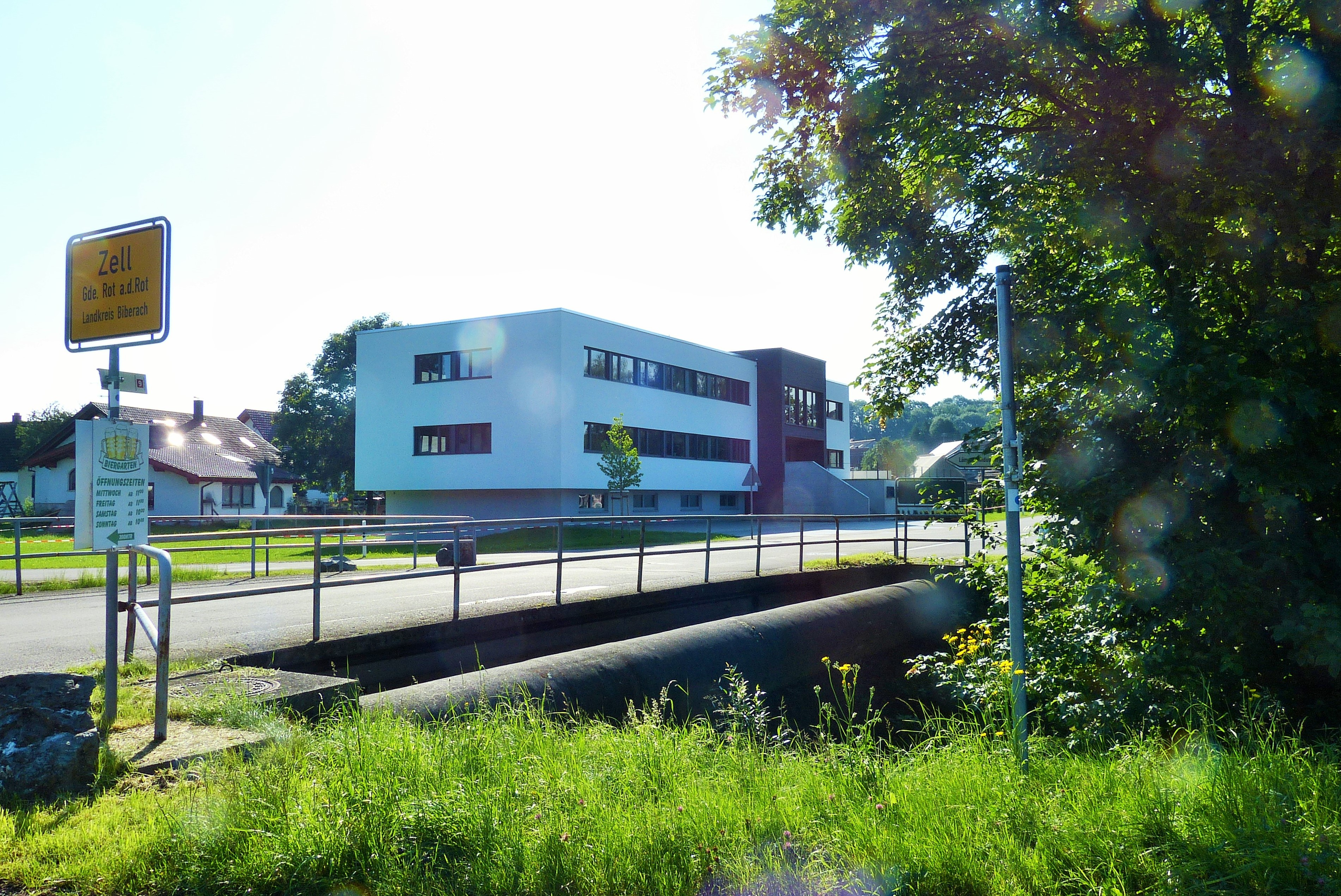
Zell an der Rot (2020)

Zell an der Rot grenzt an Krimmel im Süden und Eichenberg im Norden. Der Ort wird, wie der Namenszusatz besagt, von der Rot durchflossen und unterteilt sich in Ober- und Unterzell.

## Beschreibung
Oberzell wurde lange Zeit vom Klosteramt Tannheim aus verwaltet. Im rotischen Unterzell sind um 1400 sechzehn Lehengüter dokumentiert. Schon 1422 verzeichnet Unterzell ein Schloss, das wohl aus einem Hofgut entstanden ist. Im Jahre 1616 und 1742 hatten von 23 Lehengütern nur zwei bzw. drei Höfe über 20 Jauchert Land. 1742 waren fast alle Leiblehen Unterzells ohne Kaufrecht. Im ochsenhausischen Oberzell dagegen gab es 1598 sechs Erblehenhöfe mit über 30 Jauchert Land und nur vier besitzlose Selden. Für 1709 ist in Oberzell ein Schultheiß erwähnt und 1803 ein Amtmann.

### Wirtschaft
Der Ort ist landwirtschaftlich geprägt und hat unter anderem einen holzbe- und -verarbeitenden Betrieb. Für die frühere Brauerei und Mühle am Haldenhaus stellte dieser Betrieb in der Zeit der Weimarer Republik Holzkisten her. Aus diesem Betrieb ging 1931 die Lämmle Holzverarbeitung GmbH hervor. Später wurde die Tochterfirma Industriepack Verpackungsgesellschaft Zell GmbH gegründet. Dieses Unternehmen hatte 2012 ungefähr 100 Beschäftigte und produzierte Schnittholz, Exportverpackungen, Wintergärten, Paletten und Kisten.

### Veranstaltungen und Vereine
In Zell an der Rot befindet sich das Schützenheim des Schützenvereins Rot an der Rot. Am Fasnetsamstag findet jedes Jahr ein überregional bekannter närrischer Umzug statt.

### Bauwerke
- Kapelle St. Odilia in Oberzell
- Bildstock in Oberzell

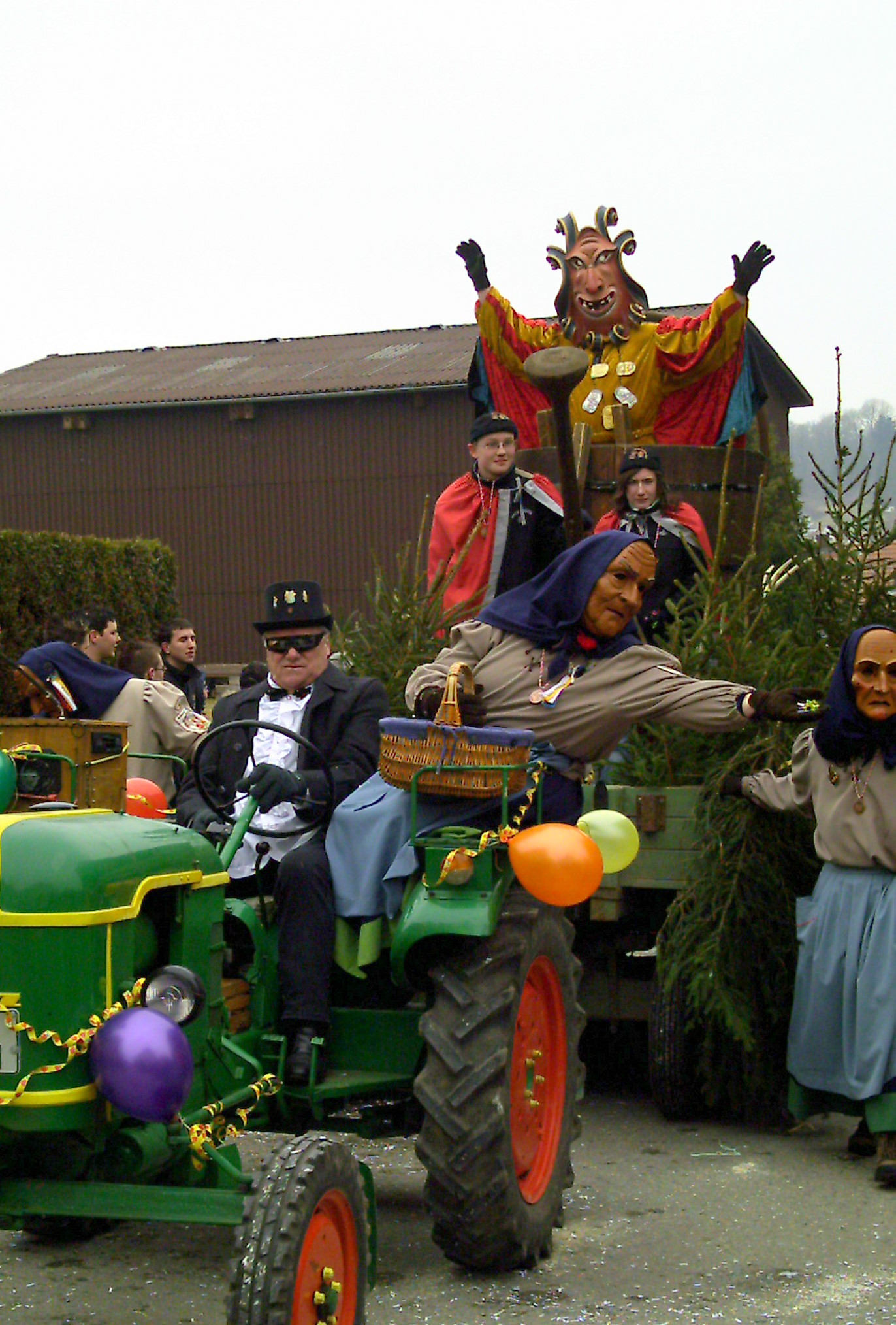
Zeller Umzug mit der Figur des Bobohle, hier der Oberbobohle (2006)

- Kapelle und Kreuzberg in Unterzell